# Nordisk kombination vid olympiska vinterspelen 1948
Resultaten från tävlingen i nordisk kombination vid olympiska vinterspelen 1948, som hölls i Sankt Moritz, Schweiz.

## Resultat

### Herrar
- 1 februari 1948

| pl.    | namn                  | poäng  |
| ------ | --------------------- | ------ |
| Guld   | Heikki Hasu (FIN)     | 448.80 |
| Silver | Martti Huhtala (FIN)  | 433.65 |
| Brons  | Sven Israelsson (SWE) | 433.40 |
| 4      | Niklaus Stump (SUI)   | 421.50 |
| 5      | Olavi Sihvonen (FIN)  | 416.20 |
| 6      | Eilert Dahl (NOR)     | 414.30 |
| 7      | Pauli Salonen (FIN)   | 413.30 |
| 8      | Olav Dufseth (NOR)    | 412.60 |